# Nathalie Tauziat
Nathalie Tauziat (Bangui, República Centreafricana, 17 d'octubre de 1967) és una extennista professional francesa que va destacar tan individualment com en dobles femenins. Posteriorment també va exercir com a entrenadora de tennis.
Va formar part de l'equip francès de Copa Federació en diverses ocasions i va participar en l'edició de 1997 que va suposar el primer títol de l'equip francès en aquesta competició.

## Biografia
Filla de Bernard i Regine, té un germà anomenat Eric. Va néixer a Bangui (República Centreafricana), on va viure els primers vuit anys de vida, llavors la seva família es va traslladar a França. El jugador i seleccionador francès de futbol Didier Deschamps és el seu cosí.
Es va casar amb Ramuncho Palaurena el 16 de juliol de 2005, amb el qual va tenir tres filles.
Va publicar un llibre titulat «Les Dessous du tennis féminin» l'any 2001, on va explicar algunes vivències en el circuit de tennis professional femení.
Fou condecorada com a Dama de la Legió d'Honor l'any 2004 en mans del Primer Ministre francès Jacques Chirac per les seves contribucions al tennis.

## Torneigs de Grand Slam

### Individual: 1 (0−1)
| Resultat  | Núm. | Any  | Torneig   | Oponent      | Marcador    |
| --------- | ---- | ---- | --------- | ------------ | ----------- |
| Finalista | 1.   | 1998 | Wimbledon | Jana Novotná | 4−6, 6−7(2) |

### Dobles femenins: 1 (0−1)
| Resultat  | Núm. | Any  | Torneig | Parella              | Oponents                   | Marcador      |
| --------- | ---- | ---- | ------- | -------------------- | -------------------------- | ------------- |
| Finalista | 1.   | 2001 | US Open | Kimberly Po-Messerli | Lisa Raymond Rennae Stubbs | 2−6, 7−5, 5−7 |

## Palmarès

### Individual: 22 (8−14)
| Llegenda                     |
| ---------------------------- |
| Grand Slam (0−1)             |
| WTA Tour Championships (0−0) |
| Tier I (1−1)                 |
| Tier II (3−5)                |
| Tier III (3−3)               |
| Tier IV (0−3)                |
| Tier V (1−1)                 |

| Títols per superfície |
| --------------------- |
| Dura (0−4)            |
| Gespa (3−4)           |
| Terra batuda (0−1)    |
| Moqueta (5−5)         |

| Resultat   | Núm. | Data                   | Torneig                    | Superfície   | Oponent              | Marcador         |
| ---------- | ---- | ---------------------- | -------------------------- | ------------ | -------------------- | ---------------- |
| Finalista  | 1.   | 11 de juliol de 1988   | Niça, França               | Terra batuda | Sandra Cecchini      | 5−7, 4−6         |
| Finalista  | 2.   | 22 d'agost de 1988     | Mahwah, Estats Units       | Dura         | Steffi Graf          | 0−6, 1−6         |
| Finalista  | 3.   | 5 de febrer de 1990    | Wichita, Estats Units      | Dura (i)     | Dinky Van Rensburg   | 6−2, 5−7, 2−6    |
| Guanyadora | 1.   | 24 de setembre de 1990 | Bayona, França             | Moqueta (i)  | Anke Huber           | 6−3, 7−6(8)      |
| Finalista  | 4.   | 7 d'octubre de 1991    | Zuric, Suïssa              | Moqueta (i)  | Steffi Graf          | 4−6, 4−6         |
| Finalista  | 5.   | 23 de març de 1992     | San Antonio, Estats Units  | Dura         | Martina Navrátilová  | 2−6, 1−6         |
| Finalista  | 6.   | 28 de setembre de 1992 | Bayona                     | Moqueta (i)  | M. Maleeva-Fragniere | 7−6(4), 2−6, 3−6 |
| Guanyadora | 2.   | 1 de novembre de 1993  | Quebec, Canadà             | Moqueta (i)  | Katerina Maleeva     | 6−4, 6−1         |
| Guanyadora | 3.   | 19 de juny de 1995     | Eastbourne, Regne Unit     | Gespa        | Chanda Rubin         | 3−6, 6−0, 7−5    |
| Finalista  | 7.   | 10 de juny de 1996     | Birmingham, Regne Unit     | Gespa        | Meredith McGrath     | 6−2, 4−6, 4−6    |
| Guanyadora | 4.   | 9 de juny de 1997      | Birmingham                 | Gespa        | Yayuk Basuki         | 2−6, 6−2, 6−2    |
| Finalista  | 8.   | 13 d'octubre de 1997   | Zuric (2)                  | Moqueta (i)  | Lindsay Davenport    | 6−7(3), 5−7      |
| Finalista  | 9.   | 3 de novembre de 1997  | Chicago, Estats Units      | Moqueta (i)  | Lindsay Davenport    | 0−6, 5−7         |
| Finalista  | 10.  | 22 de juny de 1998     | Wimbledon, Regne Unit      | Gespa        | Jana Novotná         | 4−6, 6−7(2)      |
| Finalista  | 11.  | 2 de novembre de 1998  | Leipzig, Alemanya          | Moqueta (i)  | Steffi Graf          | 3−6, 4−6         |
| Finalista  | 12.  | 7 de juny de 1999      | Birmingham (2)             | Gespa        | Julie Halard-Decugis | 2−6, 6−3, 4−6    |
| Finalista  | 13.  | 14 de juny de 1999     | Eastbourne                 | Gespa        | Nataixa Zvéreva      | 6−0, 5−7, 3−6    |
| Guanyadora | 5.   | 18 d'octubre de 1999   | Moscou, Rússia             | Moqueta (i)  | Barbara Schett       | 2−6, 6−4, 6−1    |
| Guanyadora | 6.   | 1 de novembre de 1999  | Leipzig                    | Moqueta (i)  | Květa Hrdličková     | 6−1, 6−3         |
| Guanyadora | 7.   | 7 de febrer de 2000    | París, França              | Moqueta (i)  | Serena Williams      | 7−5, 6−2         |
| Finalista  | 14.  | 19 de febrer de 2001   | Dubai, Emirats Àrabs Units | Dura         | Martina Hingis       | 4−6, 4−6         |
| Guanyadora | 8.   | 11 de juny de 2001     | Birmingham (2)             | Gespa        | Miriam Oremans       | 6−3, 7−5         |

### Dobles femenins: 57 (25−32)
| Llegenda                     |
| ---------------------------- |
| Grand Slam (0−1)             |
| WTA Tour Championships (0−2) |
| Tier I (4−7)                 |
| Tier II (9−10)               |
| Tier III (6−11)              |
| Tier IV (5−0)                |
| Tier V (0−1)                 |
| Virginia Slims (1−0)         |

| Títols per superfície |
| --------------------- |
| Dura (6−10)           |
| Gespa (1−2)           |
| Terra batuda (5−8)    |
| Moqueta (13−12)       |

| Resultat   | Núm. | Data                   | Torneig                                      | Superfície       | Parella                 | Oponents                               | Marcador            |
| ---------- | ---- | ---------------------- | -------------------------------------------- | ---------------- | ----------------------- | -------------------------------------- | ------------------- |
| Guanyadora | 1.   | 4 d'octubre de 1987    | París, França                                | Terra batuda     | Isabelle Demongeot      | Sandra Cecchini Sabrina Goleš          | 1−6, 6−3, 6−3       |
| Guanyadora | 2.   | 15 de maig de 1988     | Berlín, Alemanya Occidental                  | Terra batuda     | Isabelle Demongeot      | C. Kohde-Kilsch Helena Suková          | 6−2, 4−6, 6−4       |
| Finalista  | 1.   | 17 de juliol de 1988   | Niça, França                                 | Terra batuda     | Isabelle Demongeot      | Catherine Suire Catherine Tanvier      | 4−6, 6−4, 2−6       |
| Guanyadora | 3.   | 23 d'octubre de 1988   | Zuric, Suïssa                                | Moqueta (i)      | Isabelle Demongeot      | C. Kohde-Kilsch Helena Suková          | 6−3, 6−3            |
| Finalista  | 2.   | 30 d'octubre de 1988   | Brighton, Regne Unit                         | Moqueta (i)      | Isabelle Demongeot      | Lori McNeil Betsy Nagelsen             | 6−7(5), 6−2, 6−7(4) |
| Guanyadora | 4.   | 7 de maig de 1989      | Hamburg, Alemanya Occidental                 | Terra batuda     | Isabelle Demongeot      | Jana Novotná Helena Suková             | Renúncia            |
| Finalista  | 3.   | 22 d'octubre de 1989   | Zuric                                        | Moqueta (i)      | Judith Wiesner          | Jana Novotná Helena Suková             | 3−6, 6−3, 4−6       |
| Finalista  | 4.   | 18 de febrer de 1990   | Chicago, Estats Units                        | Moqueta (i)      | Arantxa Sánchez Vicario | Martina Navrátilová Anne Smith         | 7−6(9), 4−6, 3−6    |
| Guanyadora | 5.   | 28 d'octubre de 1990   | Brighton                                     | Moqueta (i)      | Helena Suková           | Jo Durie Nataixa Zvéreva               | 6−1, 6−4            |
| Finalista  | 5.   | 28 d'abril de 1991     | Barcelona, Espanya                           | Terra batuda     | Judith Wiesner          | Martina Navrátilová A. Sánchez Vicario | 1−6, 3−6            |
| Finalista  | 6.   | 4 d'agost de 1991      | San Diego, Estats Units                      | Dura             | Gigi Fernández          | Jill Hetherington Kathy Rinaldi        | 4−6, 6−3, 2−6       |
| Guanyadora | 6.   | 28 de setembre de 1991 | Baiona, França                               | Moqueta (i)      | Patricia Tarabini       | Rachel McQuillan Catherine Tanvier     | 6−3, retirada       |
| Finalista  | 7.   | 26 d'abril de 1992     | Barcelona (2)                                | Terra batuda     | Judith Wiesner          | Conchita Martínez A. Sánchez Vicario   | 4−6, 1−6            |
| Guanyadora | 7.   | 16 de gener de 1993    | Melbourne, Austràlia                         | Dura             | Nicole Provis           | Cammy MacGregor Shaun Stafford         | 1−6, 6−3, 6−3       |
| Finalista  | 8.   | 7 de novembre de 1993  | Quebec, Canadà                               | Moqueta (i)      | Katerina Maleeva        | Katrina Adams Manon Bollegraf          | 4−6, 4−6            |
| Finalista  | 9.   | 24 d'abril de 1994     | Barcelona (3)                                | Terra batuda     | Julie Halard            | Larisa Neiland A. Sánchez Vicario      | 2−6, 4−6            |
| Guanyadora | 8.   | 14 d'agost de 1994     | Los Angeles, Estats Units                    | Dura             | Julie Halard            | Jana Novotná Lisa Raymond              | 6−1, 0−6, 6−1       |
| Guanyadora | 9.   | 6 de novembre de 1994  | Quebec                                       | Moqueta (i)      | Elna Reinach            | Chanda Rubin Linda Wild                | 6−4, 6−3            |
| Guanyadora | 10.  | 28 de febrer de 1995   | Linz, Àustria                                | Moqueta (i)      | Meredith McGrath        | Iva Majoli Petra Schwarz               | 6−1, 6−2            |
| Finalista  | 10.  | 18 de febrer de 1996   | París                                        | Terra batuda (i) | Julie Halard-Decugis    | Kristie Boogert Jana Novotná           | 4−6, 3−6            |
| Finalista  | 11.  | 16 de març de 1996     | Indian Wells, Estats Units                   | Dura             | Julie Halard-Decugis    | Chanda Rubin B. Schultz-McCarthy       | 1−6, 4−6            |
| Finalista  | 12.  | 16 de juny de 1996     | Birmingham, Regne Unit                       | Gespa            | Lori McNeil             | Elizabeth Smylie Linda Wild            | 3−6, 6−3, 1−6       |
| Guanyadora | 11.  | 6 d'octubre de 1996    | Leipzig, Alemanya                            | Moqueta (i)      | Kristie Boogert         | Sabine Appelmans Miriam Oremans        | 6−4, 6−4            |
| Guanyadora | 12.  | 27 d'octubre de 1996   | Luxemburg, Luxemburg                         | Moqueta (i)      | Kristie Boogert         | Barbara Rittner D. Van Roost           | 2−6, 6−4, 6−2       |
| Finalista  | 13.  | 10 de novembre de 1996 | Oakland, Estats Units                        | Moqueta (i)      | Irina Spîrlea           | Lindsay Davenport Mary Joe Fernández   | 1−6, 3−6            |
| Guanyadora | 13.  | 16 de febrer de 1997   | Linz (2)                                     | Moqueta (i)      | Alexandra Fusai         | Eva Melicharová Helena Vildová         | 4−6, 6−3, 6−1       |
| Finalista  | 14.  | 15 de març de 1997     | Indian Wells (2)                             | Dura             | Lisa Raymond            | Lindsay Davenport Nataixa Zvéreva      | 3−6, 2−6            |
| Finalista  | 15.  | 24 d'agost de 1997     | Atlanta, Estats Units                        | Dura             | Alexandra Fusai         | Nicole Arendt Manon Bollegraf          | 7−6(5), 3−6, 2−6    |
| Finalista  | 16.  | 26 d'octubre de 1997   | Quebec (2)                                   | Dura (i)         | Alexandra Fusai         | Lisa Raymond Rennae Stubbs             | 4−6, 7−5, 5−7       |
| Guanyadora | 14.  | 9 de novembre de 1997  | Chicago                                      | Moqueta (i)      | Alexandra Fusai         | Lindsay Davenport Monica Seles         | 6−3, 6−2            |
| Finalista  | 17.  | 23 de novembre de 1997 | Chase Championships, Nova York, Estats Units | Moqueta (i)      | Alexandra Fusai         | Lindsay Davenport Jana Novotná         | 7−6(5), 3−6, 2−6    |
| Guanyadora | 15.  | 28 de febrer de 1998   | Linz (3)                                     | Moqueta (i)      | Alexandra Fusai         | Anna Kúrnikova Larisa Neiland          | 6−3, 3−6, 6−4       |
| Finalista  | 18.  | 15 de març de 1998     | Indian Wells (3)                             | Dura             | Alexandra Fusai         | Lindsay Davenport Nataixa Zvéreva      | 4−6, 6−2, 4−6       |
| Finalista  | 19.  | 17 de maig de 1998     | Berlín                                       | Terra batuda     | Alexandra Fusai         | Lindsay Davenport Nataixa Zvéreva      | 3−6, 0−6            |
| Guanyadora | 16.  | 24 de maig de 1998     | Estrasburg, França                           | Terra batuda     | Alexandra Fusai         | Yayuk Basuki Caroline Vis              | 6−4, 6−3            |
| Finalista  | 20.  | 9 d'agost de 1998      | San Diego (2)                                | Dura             | Alexandra Fusai         | Lindsay Davenport Nataixa Zvéreva      | 2−6, 1−6            |
| Guanyadora | 17.  | 30 d'agost de 1998     | New Haven, Estats Units                      | Dura             | Alexandra Fusai         | Mariaan de Swardt Jana Novotná         | 6−1, 6−0            |
| Finalista  | 21.  | 22 de novembre de 1998 | Chase Championships, Nova York (2)           | Moqueta (i)      | Alexandra Fusai         | Lindsay Davenport Nataixa Zvéreva      | 7−6(6), 5−7, 3−6    |
| Guanyadora | 18.  | 14 de febrer de 1999   | Prostějov, Txèquia                           | Moqueta (i)      | Alexandra Fusai         | Květa Hrdličková Helena Vildová        | 3−6, 6−2, 6−1       |
| Finalista  | 22.  | 21 de febrer de 1999   | Hanover, Alemanya                            | Moqueta (i)      | Alexandra Fusai         | Serena Williams Venus Williams         | 7−5, 2−6, 2−6       |
| Finalista  | 23.  | 9 de maig de 1999      | Roma, Itàlia                                 | Terra batuda     | Alexandra Fusai         | Martina Hingis Anna Kúrnikova          | 2−6, 2−6            |
| Guanyadora | 19.  | 16 de maig de 1999     | Berlín (2)                                   | Terra batuda     | Alexandra Fusai         | Jana Novotná Patricia Tarabini         | 6−3, 7−5            |
| Finalista  | 24.  | 22 de maig de 1999     | Estrasburg                                   | Terra batuda     | Alexandra Fusai         | Elena Likhovtseva Ai Sugiyama          | 6−2, 6−7(6), 1−6    |
| Finalista  | 25.  | 17 d'octubre de 1999   | Zuric (2)                                    | Dura (i)         | Nataixa Zvéreva         | Lindsay Davenport Rennae Stubbs        | 2−6, 2−6            |
| Finalista  | 26.  | 6 de febrer de 2000    | Tòquio, Japó                                 | Moqueta (i)      | Alexandra Fusai         | Martina Hingis Mary Pierce             | 4−6, 1−6            |
| Guanyadora | 20.  | 24 de juny de 2000     | Eastbourne, Regne Unit                       | Gespa            | Ai Sugiyama             | Lisa Raymond Rennae Stubbs             | 2−6, 6−3, 7−6(3)    |
| Guanyadora | 21.  | 20 d'agost de 2000     | Mont-real, Canadà                            | Dura             | Martina Hingis          | Julie Halard-Decugis Ai Sugiyama       | 6−3, 3−6, 6−4       |
| Guanyadora | 22.  | 30 de setembre de 2000 | Luxemburg (2)                                | Moqueta (i)      | Alexandra Fusai         | Lubomira Bacheva C. Torrens Valero     | 6−3, 7−6(0)         |
| Finalista  | 27.  | 22 d'octubre de 2000   | Linz                                         | Moqueta (i)      | Ai Sugiyama             | Amélie Mauresmo Chanda Rubin           | 4−6, 4−6            |
| Finalista  | 28.  | 11 de febrer de 2001   | París (2)                                    | Moqueta (i)      | Kimberly Po             | Iva Majoli Virginie Razzano            | 3−6, 5−7            |
| Finalista  | 29.  | 18 de febrer de 2001   | Niça (2)                                     | Moqueta (i)      | Kimberly Po             | Émilie Loit Anne-Gaëlle Sidot          | 6−1, 2−6, 0−6       |
| Guanyadora | 23.  | 31 de març de 2001     | Miami, Estats Units                          | Dura             | Arantxa Sánchez Vicario | Lisa Raymond Rennae Stubbs             | 6−0, 6−4            |
| Finalista  | 30.  | 17 de juny de 2001     | Birmingham (2)                               | Gespa            | Kimberly Po-Messerli    | Cara Black Elena Likhovtseva           | 1−6, 2−6            |
| Guanyadora | 24.  | 12 d'agost de 2001     | Los Angeles (2)                              | Dura             | Kimberly Po-Messerli    | Nicole Arendt Caroline Vis             | 6−3, 7−5            |
| Finalista  | 31.  | 9 de setembre de 2001  | US Open, Estats Units                        | Dura             | Kimberly Po-Messerli    | Lisa Raymond Rennae Stubbs             | 2−6, 7−5, 5−7       |
| Guanyadora | 25.  | 30 de setembre de 2001 | Leipzig (2)                                  | Moqueta (i)      | Elena Likhovtseva       | Květa Hrdličková Barbara Rittner       | 6−4, 6−2            |
| Finalista  | 32.  | 16 de juny de 2002     | Birmingham (3)                               | Gespa            | Kimberly Po-Messerli    | Shinobu Asagoe Els Callens             | 4−6, 3−6            |

### Equips: 1 (1−0)
| Resultat   | Núm. | Data                  | Torneig                                         | Superfície  | Equips                                      | Oponents                                                        | Marcador |
| ---------- | ---- | --------------------- | ----------------------------------------------- | ----------- | ------------------------------------------- | --------------------------------------------------------------- | -------- |
| Guanyadora | 1.   | 3−4 d'octubre de 1997 | Copa Federació, 's-Hertogenbosch, Països Baixos | Moqueta (i) | Alexandra Fusai Mary Pierce Sandrine Testud | Manon Bollegraf Miriam Oremans B. Schultz-McCarthy Caroline Vis | 4−1      |

## Trajectòria

### Individual
| Open d'Austràlia | A   | A           | NC          | A           | A  | A           | A           | A           | A  | 4R          | 1R          | A           | A  | A           | A           | A           | 2R | A  | 0 / 3  | 4 – 3   |
| Roland Garros | 1R  | 3R          | 2R          | 4R          | 4R | 1R          | 4R          | QF          | 4R | 3R          | 2R          | 3R          | 2R | 3R          | 1R          | 2R          | 3R | 1R | 0 / 18 | 30 – 18 |
| Wimbledon | A   | Q           | 2R          | 2R          | 2R | 1R          | 4R          | 4R          | QF | 4R          | 3R          | 3R          | 3R | QF          | F           | QF          | 1R | QF | 0 / 16 | 40 – 16 |
| US Open | A   | Q           | 1R          | 2R          | 2R | 3R          | 4R          | 1R          | 2R | 4R          | 2R          | 3R          | 2R | 1R          | 4R          | 3R          | QF | 4R | 0 / 16 | 27 – 16 |
| Jocs Olímpics | A   | No celebrat | No celebrat | No celebrat | 2R | No celebrat | No celebrat | No celebrat | 2R | No celebrat | No celebrat | No celebrat | 1R | No celebrat | No celebrat | No celebrat | A  | NC | 0 / 3  | 2 – 3   |
| WTA Championships | A   | A           | A           | A           | A  | A           | 1R          | 1R          | 1R | 1R          | A           | A           | A  | SF          | QF          | SF          | QF | 1R | 0 / 9  | 6 – 9   |
| Rànquing a final d'any | 296 | 112         | 66          | 25          | 26 | 25          | 18          | 13          | 14 | 18          | 35          | 27          | 22 | 11          | 10          | 7           | 10 | 13 |        |         |
| Llegenda: G: Guanyadora; F: Finalista; SF: Semifinalista; QF: Quarts de final; Q: Qualificació; A: Absent; RR: Round Robin; |     |             |             |             |    |             |             |             |    |             |             |             |    |             |             |             |    |    |        |         |

### Dobles femenins
| Open d'Austràlia | A   | A           | NC          | A           | A  | A           | A           | A           | A  | 3R          | 2R          | A           | A  | A           | A           | A           | 2R | A           | A           | A           | 0 / 3  | 4 – 3  |
| Roland Garros | A   | 1R          | 3R          | QF          | 3R | 3R          | SF          | 3R          | QF | QF          | SF          | QF          | 3R | SF          | QF          | SF          | SF | QF          | 2R          | 1R          | 0 / 19 | 0 – 19 |
| Wimbledon | A   | 3R          | 1R          | 2R          | 3R | 1R          | 3R          | 3R          | 3R | 2R          | 3R          | 3R          | 2R | 3R          | 2R          | 2R          | 2R | SF          | QF          | A           | 0 / 18 | 0 – 18 |
| US Open | A   | 2R          | 1R          | 1R          | 1R | 3R          | 2R          | 3R          | 3R | 2R          | 1R          | QF          | 1R | QF          | 2R          | 3R          | 3R | F           | A           | A           | 0 / 17 | 0 – 17 |
| Jocs Olímpics | A   | No celebrat | No celebrat | No celebrat | QF | No celebrat | No celebrat | No celebrat | QF | No celebrat | No celebrat | No celebrat | 2R | No celebrat | No celebrat | No celebrat | A  | No celebrat | No celebrat | No celebrat | 0 / 3  | 4 – 3  |
| WTA Championships | A   | A           | A           | A           | QF | A           | A           | A           | A  | A           | QF          | 1R          | A  | F           | F           | QF          | QF | SF          | A           | A           | 0 / 8  | 12 – 8 |
| Rànquing a final d'any | 272 | 85          | 63          | 40          | 28 | 28          | 18          | 38          | 61 | 29          | 22          | 20          | 14 | 13          | 7           | 14          | 9  | 5           | 105         | 397         |        |        |
| Llegenda: G: Guanyadora; F: Finalista; SF: Semifinalista; QF: Quarts de final; Q: Qualificació; A: Absent; RR: Round Robin; |     |             |             |             |    |             |             |             |    |             |             |             |    |             |             |             |    |             |             |             |        |        |

### Dobles mixts
| Open d'Austràlia | A  | A  | A | A  | A  | A  | 0 / 0 | 0 – 0 |
| Roland Garros | A  | A  | A | 2R | 1R | 1R | 0 / 3 | 1 – 3 |
| Wimbledon | A  | 3R | A | A  | A  | A  | 0 / 1 | 2 – 1 |
| US Open | QF | A  | A | A  | A  | A  | 0 / 1 | 2 – 1 |
| Llegenda: G: Guanyadora; F: Finalista; SF: Semifinalista; QF: Quarts de final; Q: Qualificació; A: Absent; RR: Round Robin; |    |    |   |    |    |    |       |       |

## Guardons
- Dama de la Legió d'Honor (2004)